# Sergio Roitman
Sergio Roitman (Buenos Aires, 16 mei 1979) is een voormalig Argentijns tennisser. Hij was prof van 1996 tot en met 2009. 
Roitman heeft in zijn carrière twee ATP-dubbeltoernooien op zijn naam geschreven. In het enkelspel won hij ook zeven challengers en tien futurestoernooien. 

## Palmares
| Legenda                       | Legenda               |
| ----------------------------- | --------------------- |
| Grand Slam                    |                       |
| Olympische Spelen             |                       |
| tot 2009                      | vanaf 2009            |
| Tennis Masters Cup            | ATP Finals            |
| ATP Masters Series            | ATP Tour Masters 1000 |
| ATP International Series Gold | ATP Tour 500          |
| ATP International Series      | ATP Tour 250          |

### Enkelspel
| Nr.                  | Jaar              | Toernooi         | Ondergrond    | Tegenstander in finale | Score         | Details |
| -------------------- | ----------------- | ---------------- | ------------- | ---------------------- | ------------- | ------- |
| Gewonnen challengers |                   |                  |               |                        |               |         |
| 1.                   | 4 augustus 2002   | Saint Petersburg | Gravel        | Andrei Stoljarov       | 7-6(3), 6-2   |         |
| 2.                   | 2 maart 2003      | Cherbourg        | Hardcourt (i) | Rafael Nadal           | 6-3, 5-7, 6-4 |         |
| 3.                   | 12 juni 2005      | Barcelona        | Gravel        | Teymuraz Gabasjvili    | 6-2, 6-3      |         |
| 4.                   | 11 september 2005 | Freudenstadt     | Gravel        | Flavio Cipolla         | 7-5, 6-4      |         |
| 5.                   | 5 november 2006   | Aracaju          | Gravel        | Boris Pašanski         | 6-1, 6-3      |         |
| 6.                   | 19 november 2006  | Guayaquil (1)    | Gravel        | Mariano Zabaleta       | 3-6, 6-4, 6-1 |         |
| 7.                   | 10 juni 2007      | Prostějov        | Gravel        | Florian Mayer          | 7-6(1), 6-4   |         |
| 8.                   | 23 september 2007 | Szczecin         | Gravel        | Ivo Minář              | 6-2, 7-5      |         |
| 9.                   | 18 november 2007  | Buenos Aires     | Gravel        | Marcos Daniel          | 6-1, 6-4      |         |
| 10.                  | 9 november 2008   | Guayaquil (2)    | Gravel        | Brian Dabul            | 7-6(5), 6-4   |         |

### Dubbelspel
| Nr.                                  | Jaar              | Toernooi        | Ondergrond | Partner             | Tegenstanders in finale                 | Score                    | Details |
| ------------------------------------ | ----------------- | --------------- | ---------- | ------------------- | --------------------------------------- | ------------------------ | ------- |
| Gewonnen finales herendubbelspel     |                   |                 |            |                     |                                         |                          |         |
| 1.                                   | 23 juli 2000      | ATP Amsterdam   | Gravel     | Andres Schneiter    | Edwin Kempes Dennis van Scheppingen     | 4-6, 6-4, 6-1            | Details |
| 2.                                   | 22 juli 2001      | ATP Umag        | Gravel     | Andres Schneiter    | Ivan Ljubičić Lovro Zovko               | 6-2, 7-5                 | Details |
| Gewonnen challengers herendubbelspel |                   |                 |            |                     |                                         |                          |         |
| 1.                                   | 13 augustus 2000  | Sopot           | Gravel     | Andres Schneiter    | Óscar Hernández German Puentes          | 6-4, 6-2                 |         |
| 2.                                   | 10 september 2000 | Boedapest-2 (1) | Gravel     | Andres Schneiter    | David Miketa David Škoch                | 6-3, 6-3                 |         |
| 3.                                   | 17 september 2000 | Skopje          | Gravel     | Enzo Artoni         | Dejan Petrović Sebastián Prieto         | 7-5, 5-7, 6-3            |         |
| 4.                                   | 15 april 2001     | San Luis Potosí | Gravel     | Edgardo Massa       | Paul Hanley Nathan Healey               | 6-4, 5-7, 7-6(3)         |         |
| 5.                                   | 27 mei 2001       | Boedapest (1)   | Gravel     | Daniel Melo         | Jordan Kerr Damien Roberts              | 6-2, 6-4                 |         |
| 6.                                   | 9 september 2002  | Brindisi        | Gravel     | Mariano Delfino     | Marc López Salvador Navarro             | 7-6(4), 6-7(3), 6-4      |         |
| 7.                                   | 15 september 2002 | Boedapest-2 (2) | Gravel     | Paul Baccanello     | Jan Frode Andersen Oliver Gross         | 6-4, 6-7(3), 6-5, opgave |         |
| 8.                                   | 29 september 2002 | Maia            | Gravel     | Sebastián Prieto    | Paul Baccanello Todd Perry              | 6-4, 6-4                 |         |
| 9.                                   | 30 maart 2003     | Barletta        | Gravel     | Sebastián Prieto    | Massimo Bertolini Giorgio Galimberti    | 6-3, 3-6, 6-3            |         |
| 10.                                  | 12 september 2004 | Kiev            | Gravel     | Albert Portas       | Igor Koenitsyn Yuri Schukin             | 6-1, 6-1                 |         |
| 11.                                  | 28 november 2004  | Bogota          | Gravel     | Santiago Ventura    | Richard Barker Frank Moser              | 7-5, 6-4                 |         |
| 12.                                  | 5 juni 2005       | Turijn          | Gravel     | Franco Ferreiro     | Francesco Aldi Alessio Di Mauro         | 6-7(4), 7-5, 7-6(2)      |         |
| 13.                                  | 11 september 2005 | Genua           | Gravel     | Leonardo Azzaro     | Marco Pedrini Andrea Stoppini           | 6-1, 6-4                 |         |
| 14.                                  | 18 september 2005 | Boedapest (2)   | Gravel     | Leonardo Azzaro     | Philipp Petzschner Lars Uebel           | 6-3, 5-7, 6-3            |         |
| 15.                                  | 20 november 2005  | Aracaju (1)     | Gravel     | Máximo González     | Carlos Berlocq Martín Vassallo Argüello | 6-4, 6-7(7), 6-3         |         |
| 16.                                  | 29 januari 2006   | Santiago        | Gravel     | Máximo González     | Jorge Aguilar Felipe Parada             | 6-4, 6-3                 |         |
| 17.                                  | 16 april 2006     | Florianópolis   | Gravel     | Máximo González     | Thiago Alves Julio Silva                | 6-2, 3-6, [10-5]         |         |
| 18.                                  | 13 augustus 2006  | San Marino      | Gravel     | Máximo González     | Jérôme Haehnel Julien Jeanpierre        | 6-3, 6-4                 |         |
| 19.                                  | 29 oktober 2006   | Montevideo      | Gravel     | Máximo González     | Guillermo Cañas Martín García           | 6-3, 7-6(5)              |         |
| 20.                                  | 5 november 2006   | Aracaju (2)     | Gravel     | Máximo González     | Tomas Behrend Marcel Granollers         | 7-6(6), 3-6, [10-6]      |         |
| 21.                                  | 18 mei 2008       | Bordeaux        | Gravel     | Diego Hartfield     | Tomasz Bednarek Dusan Vemic             | 6-4, 6-4                 |         |
| 22.                                  | 26 juli 2009      | Poznań          | Gravel     | Alexandre Sidorenko | Michael Kohlmann Rogier Wassen          | 6-4, 6-4                 |         |
| 23.                                  | 4 oktober 2009    | Buenos Aires    | Gravel     | Brian Dabul         | Lucas Arnold Ker Máximo González        | 6-7(4), 6-0, [10-8]      |         |

## Prestatietabel
| Legenda | Legenda                          |
| ------- | -------------------------------- |
| g.t.    | geen toernooi gehouden           |
| l.c.    | lagere categorie                 |
| –       | niet deelgenomen                 |
| G       | uitgeschakeld in de groepsfase   |
| 1R      | uitgeschakeld in de eerste ronde |
| 2R      | uitgeschakeld in de tweede ronde |
| 3R      | uitgeschakeld in de derde ronde  |
| 4R      | uitgeschakeld in de vierde ronde |
| KF      | uitgeschakeld in de kwartfinale  |
| HF      | uitgeschakeld in de halve finale |
| F       | de finale verloren               |
| W       | het toernooi gewonnen            |
| w-v     | winst/verlies-balans             |

### Prestatietabel grand slam, enkelspel
| Toernooi        | 2003 | 2004 | 2005 | 2006 | 2007 | 2008 | 2009 |
| --------------- | ---- | ---- | ---- | ---- | ---- | ---- | ---- |
| Australian Open | –    | –    | –    | –    | 1R   | 1R   | –    |
| Roland Garros   | 1R   | –    | –    | 1R   | 1R   | 1R   | 1R   |
| Wimbledon       | –    | –    | –    | –    | 1R   | 1R   | 1R   |
| US Open         | –    | –    | –    | –    | 1R   | 1R   | –    |

### Prestatietabel grand slam, dubbelspel
| Toernooi        | 2001 | 2002 | 2003 | 2004 | 2005 | 2006 | 2007 | 2008 | 2009 |
| --------------- | ---- | ---- | ---- | ---- | ---- | ---- | ---- | ---- | ---- |
| Australian Open | 1R   | 1R   | –    | –    | –    | –    | 2R   | 1R   | –    |
| Roland Garros   | 1R   | 3R   | 2R   | –    | –    | –    | 2R   | 2R   | 2R   |
| Wimbledon       | 1R   | 1R   | 1R   | –    | –    | –    | –    | –    | 1R   |
| US Open         | 2R   | –    | –    | –    | –    | –    | 1R   | HF   | 1R   |